# MGM Grand Las Vegas
El MGM Grand Las Vegas es un hotel-casino localizado en Las Vegas Strip. Es propiedad y está operado por la compañía MGM Mirage, los 30 pisos del edificio principal hacen 293 pies (89 m) de alto, tiene 5 piscinas, ríos artificiales, y cascadas que cubren 26.709 m². Un centro de convenciones de 335.000 m², el MGM Grand Garden Arena, CBS Television City, y el Grand Spa. también tiene numerosas tiendas y clubes nocturnos, 16 restaurantes, dos "food courts", y el casino más grande en el condado de Clark, que ocupa 16.000 m².
Las habitaciones del hotel están localizadas en diferentes edificios incluyendo: 
- El edificio principal, con 5044 habitaciones (4293 habitaciones y 751 suites)[2]
- Las tres torres The Signature at MGM Grand con 576 suites cada una.
- SKYLOFTS at MGM Grand con 51 lofts.
- The Mansion at MGM Grand con 29 villas.

Localizado en la intersección Tropicana - Las Vegas BLVD, los peatones no tienen permitido cruzar la calle. Por eso el MGM GRAND, está conectado mediante pasos elevados con sus casinos vecinos: al sur, al cruzar la avenida Tropicana, el hotel Tropicana, y al oeste del strip, el New York-New York.

## Historia
Una ceremonia de colocación de la primera piedra para el MGM Grand, fuertemente inspirada en el tema El Mago de Oz del complejo, tuvo lugar el 7 de octubre de 1991. Una ceremonia de culminación tuvo lugar el 23 de febrero de 1993.

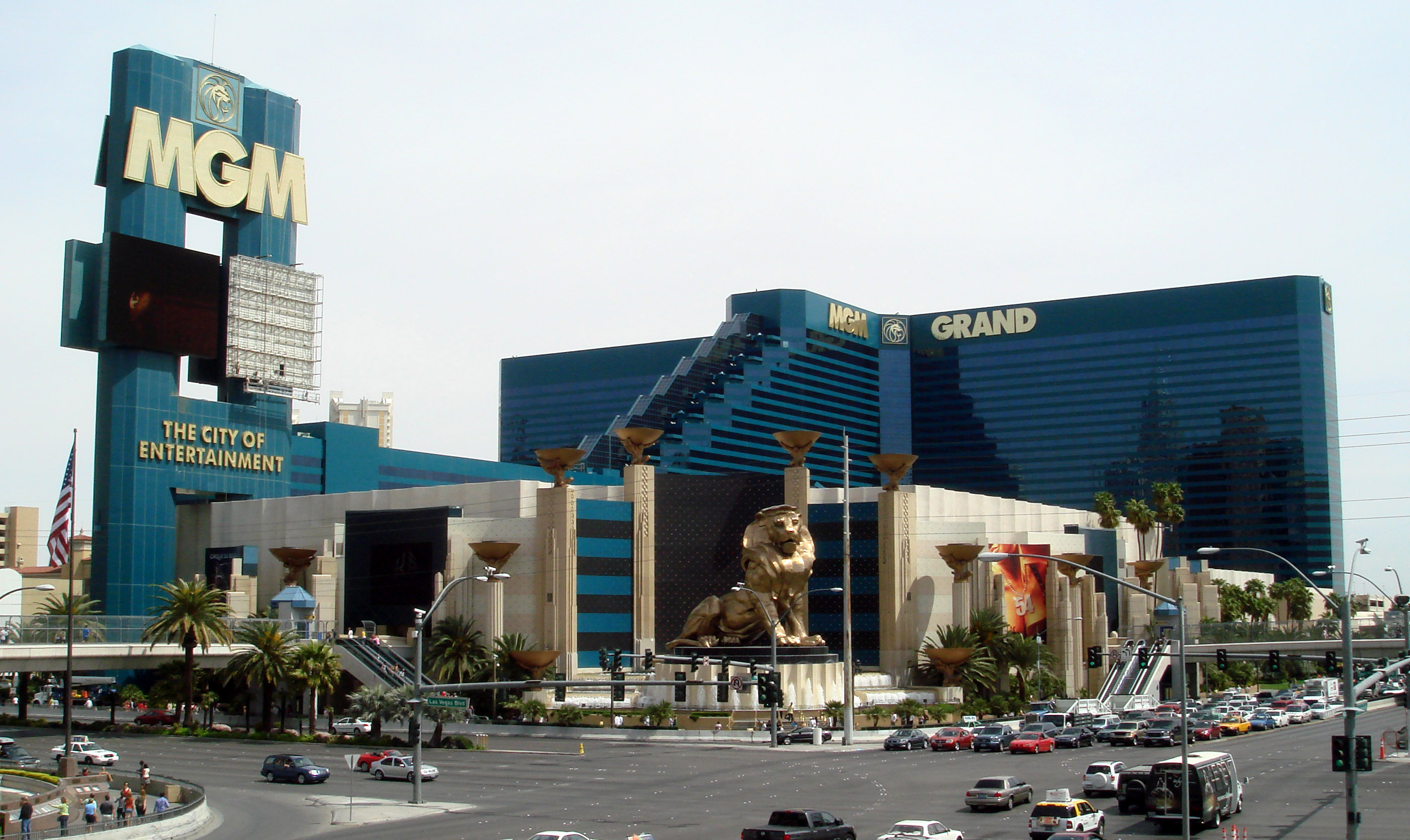
El MGM Grand y su letrero en el lado de la Strip en 2008

El MGM Grand abrió al público en la mañana del 18 de diciembre de 1993, después de una fiesta privada para VIP con 3,000 invitados la noche anterior. El MGM empleaba a 8,000 personas. Un monorraíl se inauguró en 1995, conectando el MGM Grand con Bally's. Sirvió como precursor del Monorraíl de Las Vegas. En 1996, el MGM Grand recibió una calificación de cuatro estrellas de la Guía de Viaje Mobil.
A mediados de 1996, MGM Grand, Inc. inició una renovación de 30 meses y cuatro fases del complejo. Se llevó a cabo una renovación del hotel por valor de $160 millones desde 2011 hasta 2012, marcando la primera renovación de las habitaciones en más de una década.
En enero de 2020, MGM Resorts anunció que vendería el complejo a una empresa conjunta formada por MGM Growth Properties y The Blackstone Group. MGM Growth poseería el 50.1 por ciento de la empresa conjunta, y Blackstone poseería el resto. El MGM Grand sería arrendado a MGM Resorts, que continuaría operando el complejo. El acuerdo se finalizó un mes después. En abril de 2022, Vici Properties compró MGM Growth y luego adquirió la participación de Blackstone en el MGM Grand en enero de 2023.

## Locales de los shows
- KÀ Theatre.
- Crazy Horse ParisTheatre.
- Hollywood Theatre.
- MGM Grand Garden Arena.
- David Copperfield.